# محمد عبد النباوي
محمد عبد النباوي (1954 - ) هو الرٸيس الأول لمحكمة النقض، مزداد بمدينة خريبكة سنة 1954، حاصل على الدكتوراه في القانون سنة 2015، وعلى دبلوم الدراسات العليا المعمقة في القانون سنة 1999، والإجازة في الحقوق سنة 1978، كما أنه حاصل على دبلوم متخصص في القضاء الإداري من المعهد الوطني للدراسات القضائية بفرنسا سنة 1993، حاصل على وسام العرش من درجة ضابط سنة 2012 ووسام المكافأة الوطنية من درجة ضابط كبير 2013.

## مناصب
شغل عبد النباوي ، منصب مدير الشؤون الجنائية والعفو بوزارة العدل، ومدير إدارة السجون وإعادة الإدماج بالوزارة (بين يونيو 2005 ومارس 2007)، ومنصب وكيل الملك لدى المحكمة الابتدائية بالدار البيضاء-أنفا (بين أبريل 2000 ويناير 2004). إضافة إلى منصب وكيل الملك بالمحاكم الابتدائية بالعيون وبن سليمان والمحمدية في الفترة من 1984 إلى 1997.